# ヤニック・カユザック
ヤニック・カユザック（Yannick Cahuzac、1985年1月18日 - ）は、フランス・アジャクシオ出身の元プロサッカー選手。元サッカーコルシカ島代表。現役時代のポジションはミッドフィールダー（DMF）。
フランス代表サッカー選手のピエール・カユザックは祖父。

## クラブ経歴
ガゼレク・アジャクシオの下部組織を経て、2005-06シーズにリーグ・ドゥのSCバスティアでプロデビュー。初年度からセンターバックのレギュラーポジションを獲得すると、次年度にはチームキャプテンに就任した。
2017年7月25日、トゥールーズFCに移籍し2年契約にサインした。

## タイトル
バスティア
- フランス全国選手権: 2010-11
- リーグ・ドゥ: 2011-12